# Cudworth (South Yorkshire)
Cudworth è un paese della contea del South Yorkshire, in Inghilterra.